# 達契亞行省
達契亞行省（Roman Dacia）是羅馬帝國的行省之一，設置於106年至271-275年。其範圍包括了現在的奧爾特尼亞、特兰西瓦尼亚、巴納特地區。達契亞行省的人口約有65萬至120萬人。
罗马皇帝图拉真于106年征服达契亚，分为上达契亚和下达契亚，分别相当于今特兰西瓦尼亚和瓦拉几亚。159年，安东尼·庇护将此地重新划分为三个省，统归一个执政官管辖。168年左右，马可·奥里略在馬科曼尼戰爭時将三省合为一个军区。
271至275年時。奧勒良放棄了達契亞地區。